# 맨큐의 경제학
《맨큐의 경제학》은 미국의 경제학자인 그레고리 맨큐 하버드대 교수가 저술한 경제학 교과서이다. 원서 초판은 1997년 출판되었으며, 한국어 번역판 초판은 1999년에 출판되었다. 한국어 번역은 김경환 서강대학교 교수(전 국토교통부 제1차관)와 김종석 홍익대학교 교수(현 자유한국당 국회의원)가 하였다.

## 경제학의 10대 기본원리
이 책의 제1장에서는 '사람들은 어떻게 결정을 내리는가', '사람들은 어떻게 상호작용하는가', '나라 경제는 어떻게 움직이는가' 3가지 질문에 대해서 10대 기본 원리를 제시한다.
- 사람들은 어떻게 결정을 내리는가

1. 모든 선택에는 대가가 있다.
2. 선택의 대가는 그것을 얻기 위해 포기한 그 무엇이다.
3. 합리적 판단은 한계적으로 이루어진다.
4. 사람들은 경제적 유인에 반응한다.

- 사람들은 어떻게 상호작용하는가

5. 자유거래는 모든 사람을 이롭게 한다.
6. 일반적으로 시장이 경제활동을 조직하는 좋은 수단이다.
7. 경우에 따라 정부가 시장 성과를 개선할 수 있다.

- 나라 경제는 어떻게 움직이는가

8. 한 나라의 생활수준은 그 나라의 생산 능력에 달려 있다.
9. 통화량이 지나치게 증가하면 물가는 상승한다.
10. 단기적으로는 인플레이션과 실업 사이에 상충관계가 있다.